# セヴェロドネツィク地区
- セベロドネツク地区

セヴェロドネツィク地区 (セヴェロドネツィクちく、ウクライナ語: Сєвєродонецький район、ロシア語: Северодонецкий район)は、 ウクライナ東部ルハンシク州の地区（ラヨン）である。2020年7月のウクライナ地方行政区画改革の一環として成立した。同地区の行政中心地はセヴェロドネツィク市である。人口は2021年推定で369,421人となっている。

## 行政区分
セヴェロドネツィク地区はさらに６つのフロマーダに区分されており、そのフロマーダ下に合計86の市町村が存在する。地区に属する市の中でも6つの市はフロマーダ名も兼ねている。
- 市 - 2020年の人口
  - セヴェロドネツィク - 115,641人 - セヴェロドネツィク・フロマーダの行政中心地[6]
  - リシチャンシク - 113,782人 - リシチャンシク・フロマーダの行政中心地[6]
  - ルビージュネ - 59,725人 - ルビージュネ・フロマーダの行政中心地[6]
  - ヒルスケ - 33,125人 - ヒルスケ・フロマーダの行政中心地[6]
  - ポパスナ - 25,180人 - ポパスナ・フロマーダの行政中心地[6]
  - クレミンナ - 21,968人 - クレミンナ・フロマーダの行政中心地[6]
  - ゾロテ[7]
- 都市型集落
  - ビロホリウカ[8]